# 長足螳蝎蝽
長足螳蝎蝽（学名：Ranatra incisa）为蝎蝽科螳蝎蝽屬下的一个种。